# 앳킨슨 사이클
앳킨슨 사이클 엔진은 1882년 제임스 앳킨슨이 발명한 내연기관의 일종이다. 앳킨슨 사이클은 에너지 효율을 높이도록 설계되었다.
이 접근법의 변형은 일부 현대 자동차 엔진에 사용된다. 원래는 이전 세대의 토요타 프리우스와 같은 하이브리드 전기 차량에서만 볼 수 있었지만 이후의 하이브리드 및 일부 비하이브리드 차량은 현재 가변 밸브 타이밍이 있는 엔진을 특징으로 한다. 이 엔진은 앳킨슨 사이클에서 시간제 작동 방식으로 실행할 수 있어 앳킨슨 사이클에서 실행하는 동안 좋은 경제성을 제공하고 기존의 오토사이클 엔진으로 실행할 때 기존의 출력 밀도를 제공한다.
앳킨슨은 압축 행정이 짧고 확장 행정이 긴 세 가지 디자인을 생산했다. 첫 번째 앳킨슨 사이클 엔진인 차동 엔진 은 반대 피스톤을 사용했다. 두 번째이자 가장 잘 알려진 디자인은 한 번의 크랭크축 회전에서 4개의 피스톤 행정을 생성하기 위해 오버센터 암을 사용하는 사이클 엔진 이었다. 왕복기관은 크랭크축의 1회 회전에 4행정 사이클의 흡기, 압축, 동력, 배기 행정을 가지며, 오토사이클 엔진에 적용되는 특정 특허를 침해하지 않도록 설계되었다. 앳킨슨의 세 번째이자 마지막 엔진 인 유틸리티 엔진은 여느 2행정 엔진처럼 작동했다.
앳킨슨 사이클의 첫 번째 구현은 1882년이었다. 이후 버전과 달리 앳킨슨 차동 엔진인 대향 피스톤 엔진으로 배치되었다. 여기에서 하나의 크랭크 샤프트는 비선형성을 갖는 토글 조인트 링키지를 통해 두 개의 대향하는 피스톤에 연결되었다. 반 회전 동안 한 피스톤은 거의 고정된 상태를 유지하고 다른 피스톤은 접근했다가 돌아왔고, 다음 반 회전 동안 두 번째 언급된 피스톤은 첫 번째 피스톤이 접근했다가 돌아오는 동안 거의 정지했다. 따라서 각 회전에서 하나의 피스톤은 압축 행정과 동력 행정을 제공하고 다른 피스톤은 배기 행정과 충전 행정을 제공했다. 배기 및 충전 중에 파워 피스톤이 인출된 상태를 유지하기 때문에 압축 행정 및 파워 행정 중에 덮이는 포트 뒤에 있는 밸브를 사용하여 배기 및 충전을 제공하는 것이 실용적이었다. 따라서 밸브는 고압에 저항할 필요가 없으며 많은 증기 엔진 또는 리드 밸브에 사용되는 간단한 종류일 수 있다.
- Patent drawing of the Atkinson "Differential Engine", 1882
- Animation of the Atkinson differential engine, 1882

## 현대적 앳킨슨 사이클 엔진
20세기 후반에 "앳킨슨 사이클"이라는 용어는 수정된 오토사이클 엔진을 설명하는 데 사용되기 시작했다. 이 엔진에서는 흡기 밸브가 평소보다 더 오래 열려 있어 흡기 매니폴드로 흡기가 역류할 수 있다. 이 "시뮬레이션된" 앳킨슨 사이클은 초기 프리우스의 Toyota 1NZ-FXE 엔진과 많은 차량에서 사용되는 토요타 다이내믹 포스 엔진에서 가장 두드러지게 사용된다.
유효 압축비는 공기가 압축되지 않고 실린더에서 자유롭게 빠져나가는 시간 동안 감소하지만 팽창비는 변하지 않다(즉, 압축비가 팽창비보다 작음). 현대적 앳킨슨 사이클의 목표는 파워 행정이 끝날 때 연소실의 압력을 대기압과 동일하게 만드는 것이다. 이 경우 연소 과정에서 사용 가능한 모든 에너지를 얻은 것이다. 공기의 주어진 부분에 대해 더 큰 팽창 비율은 더 많은 에너지를 열에서 유용한 기계 에너지로 변환한다. 즉, 엔진이 더 효율적이다.
4행정 앳킨슨 사이클 엔진과 보다 일반적인 오토사이클 엔진의 단점은 출력 밀도가 낮다는 것이다. 압축 행정의 작은 부분이 흡입 공기를 압축하는 데 사용되기 때문에 앳킨슨 사이클 엔진은 유사하게 설계되고 크기가 조정된 오토사이클 엔진만큼 많은 공기를 흡입하지 않는다. 동일한 유형의 흡기 밸브 동작을 사용하지만 출력 밀도 손실을 보상하기 위해 강제 유도를 사용하는 이러한 유형의 4행정 엔진은 밀러 사이클 엔진으로 알려져 있다.
앳킨슨 사이클은 대개 하이브리드 차량에 적용되어 왔지만, 현재는 하이브리드 장치가 없는 일반적인 가솔린 엔진에도 앳킨슨 사이클을 적용하는 경우가 있다.

## 같이 보기
- 가변 밸브 타이밍
- 하이브리드 차량